# Papiro erótico de Turín

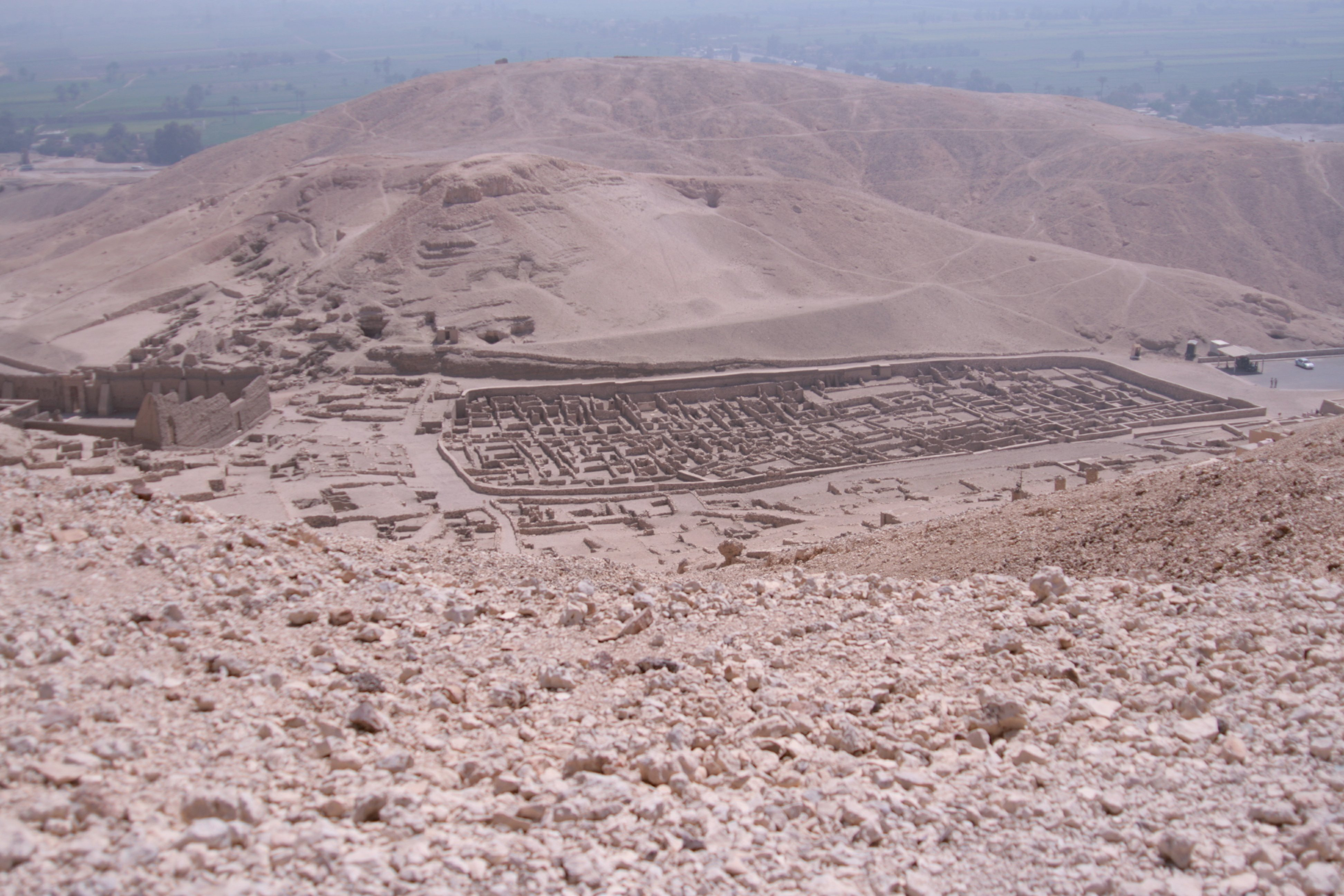
Set Maat (‘El lugar de la verdad’), las ruinas del poblado de artesanos, actualmente Deir el-Medina.

El Papiro Erótico de Turín (Papiro 55001, también conocido como el Papiro Erótico o el Papiro de Turín) es un antiguo papiro del Antiguo Egipto, pintado durante la época ramésida, aproximadamente en el 1150  a. C. Descubierto en Deir el-Medina cerca del Valle de los Reyes, en la orilla occidental de Luxor, ha sido llamado «la primera revista para hombres del mundo».  En la actualidad se conserva en el Museo Egipcio de Turín, en Italia. El papiro es el único papiro erótico conocido que ha sobrevivido, aunque está severamente dañado. Las representaciones de imágenes sexuales no formaban parte del repertorio formal del arte del Antiguo Egipto, solo se encuentran en templos y tumbas uniones más bien simbólicas como Isis sobre Osiris concibiendo a Horus, pero se han encontrado bocetos rudimentarios de parejas copulando dibujados en ostracas y grafitis.
La productora Wild Dream Films reconstruyó digitalmente el papiro en 2009, como parte del documental del canal de televisión Historia titulado Sex in The Ancient World: Egyptian Erotica (‘El sexo en el mundo antiguo: erótica egipcia’).

## Descripción
El papiro mide 260 cm por 25 cm y consta de dos partes. El primer tercio, descrito como satírico y humorístico, tiene dibujos de las escenas antropomórficas de La Mascarada de los animales y El Mundo al Revés; esta parte del papiro ha sido descrita como satírica y humorística. La sección erótica o pornográfica ocupa los restantes dos tercios y contiene doce viñetas con diferentes escenas sexuales, en un ambiente descrito como relajado, discreto y erótico. 
El texto parece haber sido escrito apresuradamente en los márgenes y al parecer expresa goce y deleite: «…Ven detrás de mí con tu amor, ¡oh Sol! Has encontrado mi corazón exaltado, ejercita mi deleite…».
Rompiendo con el convencionalismo de la representación perfeccionista del cuerpo en el arte del antiguo Egipto, los hombres aparecen «mal vestidos, calvos, muy bajos de estatura, panzones y con penes exageradamente grandes». En contraste, se representa a mujeres núbiles, con una belleza erótica clásica del arte faraónico, con imaginería hathórica, entre enredaderas, flores de loto, monos y sistros musicales. En general, el mérito artístico de las imágenes es alto, lo que sugiere que el dueño del papiro erótico era de clase social elevada. Las imágenes masculinas han sido interpretadas como diferentes escenas de un solo protagonista, que tiene varios encuentros con una cortesana o esclava.

Fragmentos del papiro expuestos en el Museo Egipcio de Turín

Reproducción íntegra del Papiro Erótico expuesto en el Museo Egipcio de Turín.

## Propósito
El egiptólogo francés Jean-François Champollion, cuando vio el papiro en Turín en 1824, lo describió como «una imagen monstruosa, obscena, que me dio una impresión muy extraña acerca de la sabiduría y la compostura egipcia».
El verdadero significado de las imágenes y el objetivo del papiro no está aún totalmente claro, ya que los fragmentos de texto que han sobrevivido razonablemente intactos hasta ahora no han revelado ningún objetivo claro.
Según el egiptólogo francés Pascal Vernus, el papiro no buscaba provocar excitación sexual. De hecho, la aparente continuidad entre la sección animalística satírica y la denominada sección "erótica" sugiere que el papiro pretendía divertir a miembros de la aristocracia al retratar transgresiones absurdas de las normas de conducta aristocráticas.